# Kirnis
Kirnis és un cràter sobre la superfície del planeta nan Ceres, situat amb el sistema de coordenades planetocèntriques a 11.61 ° de latitud nord i 271.31 ° de longitud est. Fa un diàmetre de 115 km. El nom va ser fet oficial per la UAI el tres de juliol del 2015 i fa referència a Kirnis, esperit que protegeix els cirerers de la mitologia lituana.